# Salento (Kolumbien)
Salento ist eine Gemeinde (municipio) im Departamento Quindío in der kolumbianischen Kaffeeanbauregion (Eje cafetero).

## Geographie
Der Ortskern von Salento liegt auf einer Höhe von 1895 m ü. NN 25 km nördlich von Armenia und hat eine Jahresdurchschnittstemperatur von 17 °C. Die Gemeinde liegt in der Zentralkordillere der kolumbianischen Anden. Die Höhe reicht von 1300 m ü. NN bis 4750 m ü. NN. Salento grenzt im Norden an Pereira im Departamento Risaralda, im Süden an Calarcá und Armenia, im Westen an Circasia und Filandia und im Osten an Ibagué, Cajamarca, Anzoátegui und Santa Isabel im Departamento Tolima.

## Bevölkerung
Die Gemeinde Salento hat 9772 Einwohner, von denen 4211 im städtischen Teil (cabecera municipal) der Gemeinde leben (Stand: 2022).

## Geschichte
Salento wurde am 26. Oktober 1842 gegründet und ist die älteste Gemeinde Quindíos. Die Region wurde von Antioquia aus besiedelt.

## Wirtschaft
Die wichtigsten Wirtschaftszweige sind Landwirtschaft und Tourismus. Angebaut wird vor allem Kaffee. Über eine Million Touristen strömen pro Jahr in den Ort.

## Tourismus

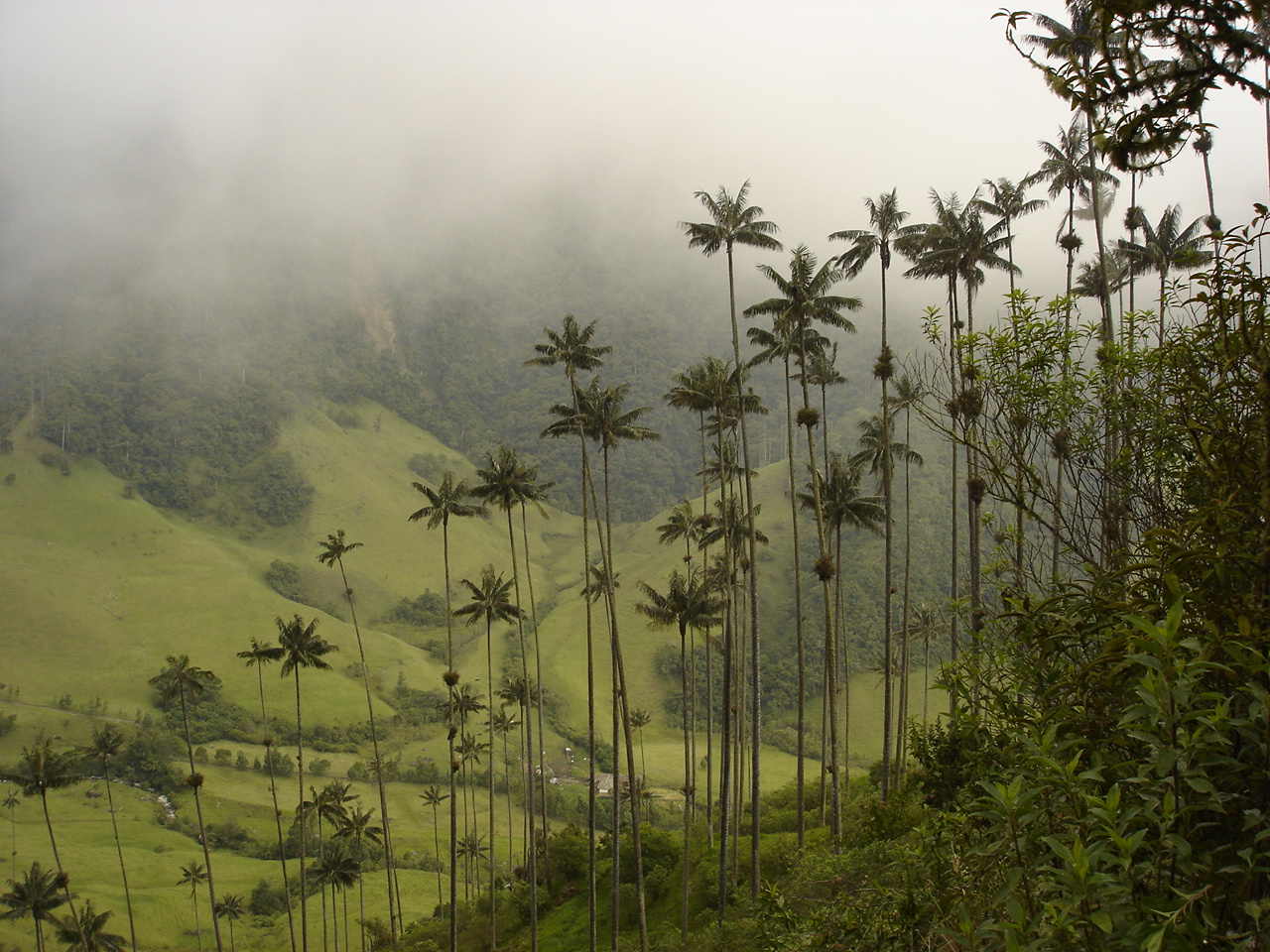
Das Cocora-Tal mit Wachspalmen.

Salento ist ein viel besuchtes Touristenziel. Es hat die traditionelle Architektur der Kaffeezone Kolumbiens bewahrt. Im Zentrum liegt der Hauptplatz Plaza Bolívar mit der Kirche Nuestra Señora del Carmen. Von dem Platz geht die Calle Real ab, an der sich die meisten alten Häuser und viele Geschäfte befinden.
Salento ist Ausgangspunkt für Ausflüge zu Kaffeefarmen sowie in das Cocora-Tal, das für seine Landschaft bekannt ist, in der besonders die Quindio-Wachspalme vorkommt. Außerdem ist von Salento aus der Parque Nacional Natural Los Nevados zu erreichen, ein kolumbianischer Nationalpark, in dem schneebedeckte Berge der Anden liegen.
Das typische Essen Salentos ist Forelle aus dem Cocora-Tal, serviert auf dünnen Patacones.